# 庄川大仏
座標: 北緯36度34分15.6秒 東経136度59分19.7秒 / 北緯36.571000度 東経136.988806度

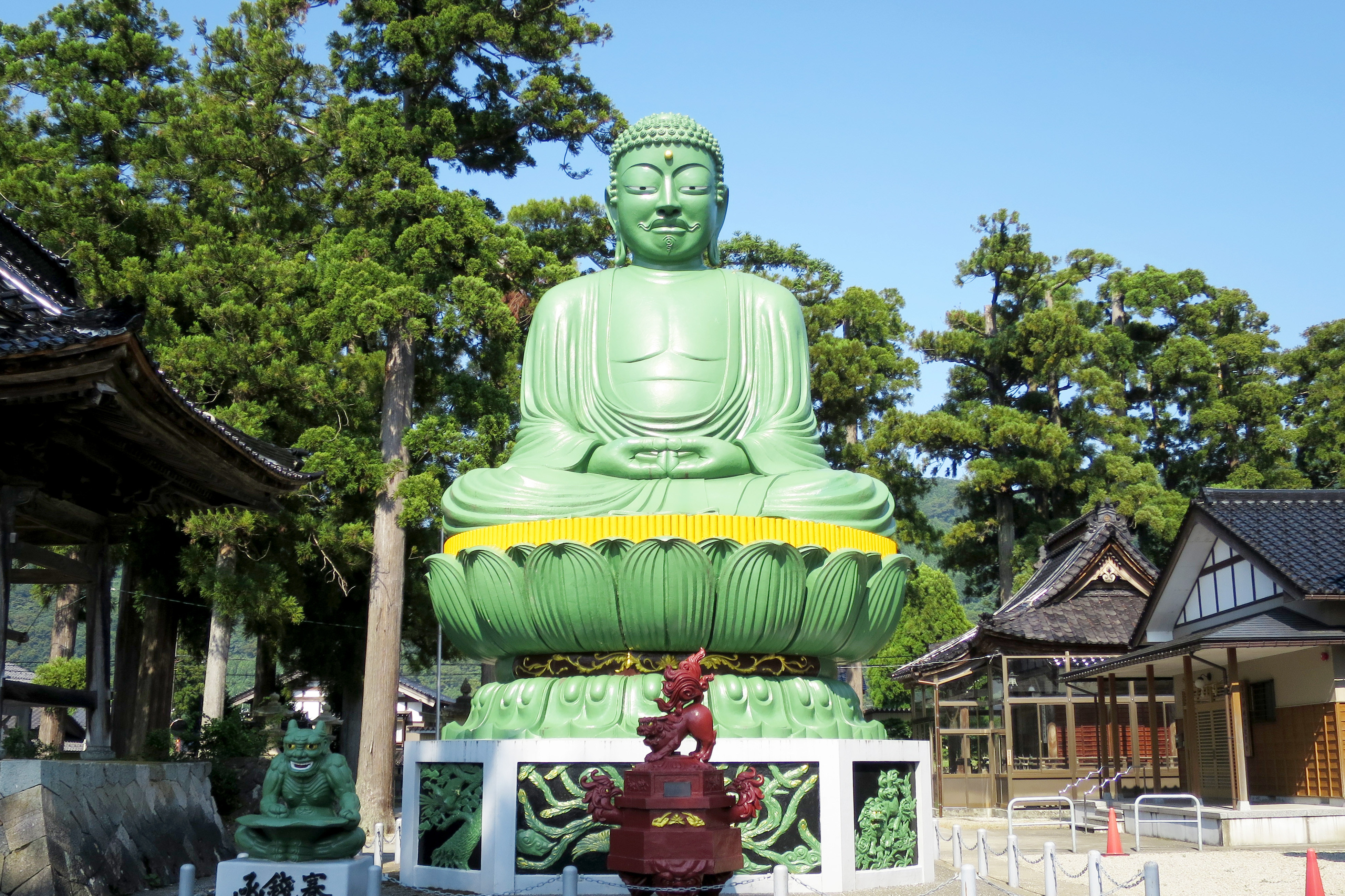
庄川大仏

庄川大仏（しょうがわだいぶつ）は、富山県砺波市庄川町金屋の光照寺にあるコンクリート製の阿弥陀如来座像。金屋大仏、十万納骨大仏とも呼ばれる。高岡大仏、小杉大仏と共に越中三大仏の一つ。

## 概要
富山県小杉町（現 射水市）出身のこて絵師で、名工といわれた竹内源造の遺作である。高さ 10.2メートル（蓮台含む）、顔の長さ 2.2m、鼻の高さ 23cm。青銅色のため、一見青銅製に見えるが、コンクリート製である。別名の「十万納骨大仏」は、大仏に10万体の遺骨を混ぜたコンクリートが使用されていることに由来するという。ただし、本当に10万体の遺骨が混ぜられているかどうかは定かではない。このように遺骨を混ぜたコンクリート製の大仏は、他にも別府大仏（大分県別府市、1928年建立・1989年取り壊し）などがある。
建立された地名から金屋大仏と呼ばれていたが、1982年（昭和57年）に施工された補修工事後、名称を庄川大仏に変更した。

## 歴史
- 1930年（昭和5年）5月 - 計画
- 1932年（昭和7年）6月 - 建立
- 1982年（昭和57年） - 補修工事施工[1]
- 2011年（平成23年） - 砺波市教育委員会制定「ふるさと文化財」に選定される[1]
- 2014年（平成26年） - 2度目の補修工事施工[1]